# Kahlenberg (Brunskappel)
Der Kahlenberg ist ein 732,8 m ü. NHN hoher Berg im Rothaargebirge. Er liegt bei Brunskappel im nordrhein-westfälischen Hochsauerlandkreis. Der Gesamtberg wird auf der TK 50 auch synonym als Sperrenberg eingezeichnet, auf der Deutschen Grundkarte wurde dieser Name nur für den von Assinghausen aus sichtbaren Nordostgipfel verwendet (s. u.).

## Geographie

### Lage
Der Kahlenberg erhebt sich im Nordteil des Rothaargebirges im Hochsauerland. Sein Großteil mit dem Gipfel liegt im Stadtgebiet von Olsberg, 2,5 km südsüdwestlich von Wiemeringhausen und 1,5 km südöstlich von Brunskappel, zu dessen Gemarkung er größtenteils gehört. Im benachbarten Stadtgebiet von Winterberg befindet sich Niedersfeld, 2,5 km südöstlich, und Siedlinghausen, 2,5 km südwestlich. Vorbei am Berg fließen im Osten der Oberlauf der Ruhr und im Westen die Neger, die etwa 7 km (je Luftlinie) nördlich des Bergs in die Ruhr mündet.

### Naturräumliche Zuordnung
Der Kahlenberg gehört in der naturräumlichen Haupteinheitengruppe Süderbergland (Nr. 33), in der Haupteinheit Rothaargebirge (mit Hochsauerland) (333) und in der Untereinheit Winterberger Hochland (333.5) zum Naturraum Nordheller Höhen (333.57). Sein Nord-, West- und Südwesthang fällt in den Unter-Naturraum Assinghauser Grund des Naturraums Bödefelder Mulde (mit Assinghauser Grund) (333.80) ab, der zur Untereinheit Hochsauerländer Schluchtgebirge (333.8) zählt.

### Nebenkuppen und Nachbarberge
Der Kahlenberg liegt innerhalb der Nordheller Höhen auf dem Rücken der Nordhelle (792,6 m), die 3,9 km südlich liegt; zwischen beiden und 2,5 km südlich liegt der Hohe Hagen (729,6 m).
Etwa 400 m nordöstlich des Berggipfels schließt als Nebenkuppe des Kahlenbergs der über einen 721 m hohen Bergsattel mit ihm verbundene Sperrenberg (725,5 m; ⊙) an. Von dort leitet die Landschaft über einen 516,2 m hohen Sattel zum 1,6 km nordnordwestlich gelegenen Bornstein (533,4 m; ⊙) über. Zudem leitet sie, vom Kahlenberggipfel aus betrachtet, über einen 676,8 m hohen Sattel zu einem laut Deutscher Grundkarte 710,7 m (⊙) hohen und namenlosen Berg über, dessen Westsporn auf Karten als Eggenberg verzeichnet ist und der 1,2 km südsüdöstlich im Winterberger Stadtgebiet liegt. Dieser ist wiederum durch eine fast gleich hohe Scharte (676,2 m) vom Hohen Hagen getrennt.
Zu den Nachbarbergen und -erhebungen des bewaldeten Kahlenbergs gehören jenseits des Ruhrtals Schurenstein (650 m) und Beieck (695 m) im Nordosten, Öhrenstein (792,1 m) und Auf dem Sternrodt (789,4 m) im Osten sowie Rimberg (764,5 m) im Südosten. Jenseits des Negertals liegen das Käppelchen (Köppelchen; 563,2 m) und der Krähenstein (577 m) im Südwesten, Lüttenberge (597,2 m) im Westen und Braberg (675,6 m) im Nordwesten.

## Schutzgebiete
Auf und rund um den Kahlenberg liegen die Naturschutzgebiete Im Himmelreich (CDDA-Nr. 329461; 2001 ausgewiesen; 13 ha groß) im Norden, Ruhrleggen (CDDA-Nr. 329605; 2001; 50 ha) im Nordosten, Sperrenberg (CDDA-Nr. 329633; 2001; 5 ha) im Osten, Wildenberg (CDDA-Nr. 389953; 2008; 6 ha) im Süden und Kahlenberg (CDDA-Nr. 329468; 2001; 14 ha) im Westen und Südwesten. Auf dem Nordost- und Osthang befindet sich das Fauna-Flora-Habitat-Gebiet Schluchtwälder nördlich Niedersfeld (FFH-Nr. 4717-303; 1,8 km²). Auf dem Berg liegen außerdem Teile der Landschaftsschutzgebiete Olsberg (CDDA-Nr. 345105; 2004; 79,52 km²) und Teilgebiet der Stadt Winterberg (CDDA-Nr. 325127; 1994; 75,32 km²) sowie zudem das LSG Rodungsinsel Sperrenberg (CDDA-Nr. 345120; 1983; 9 ha).

## Windbruch
2007 wurde der Nadelwald von Kahlen- und Sperrenberg in den Gipfelregionen und auf großen Teilen der Berghänge durch den Orkan Kyrill (18. und 19. Januar) zerstört. 2008 entstand neuer Windbruch durch den Orkan Emma (29. Februar bis 2. März).

## Verkehr und Wandern
Vorbei am Kahlenberg führen im Osten entlang der Ruhr die Bundesstraße 480 (Wiemeringhausen–Niedersfeld) und im Westen entlang des Hillebachs die Landesstraße 742 (Brunskappel–Siedlinghausen). Der Berggipfel ist auf Waldwegen und -pfaden zu erreichen. Von Brunskappel aus führt der überregionale Kaiser-Otto-Weg (X16) von Meschede über Brunskappel nach Marsberg entlang des Kahlenbergs bergan und überquert zwischen dem Kahlenberg und dem Blasius das Bergmassiv Richtung Niedersfeld.